# Esthlogena porosoides
Esthlogena porosoides är en skalbaggsart som beskrevs av Stefan von Breuning 1969. Esthlogena porosoides ingår i släktet Esthlogena och familjen långhorningar. Inga underarter finns listade i Catalogue of Life.